# Mustapha Sama
Mustaspha Pa Safa Sama, född 31 oktober 1979 i Freetown, är en före detta fotbollsspelare från Sierra Leone. Han har under karriären spelat för bland annat Vasalund/Essinge, Syrianska, FK Haugesund och Charleroi. Han avslutade karriären i amerikanska Carolina RailHawks.
Mustapha Sama gjorde även 34 landskamper och två mål för Sierra Leones landslag.